# Aimerico de la Chatre
Aimerico de la Chatre, forma italianizzata di Aymery de la Châtre (Borgogna, ... – Roma, 28 maggio 1141 o 1143), è stato un cardinale francese.
Nato in una nobile famiglia borgognona, divenne Canonico regolare della Congregazione del Santissimo Salvatore Lateranense.
Nel concistoro del dicembre 1120 venne nominato cardinale da papa Callisto II e ricevette il titolo di cardinale diacono di Santa Maria della Scala. Divenne quindi Cancelliere di Santa Romana Chiesa nel 1125, reggendone le funzioni fino alla morte. Nello stesso anno assunse anche il ruolo di Bibliotecario apostolico.
Nel 1124 partecipò al conclave che elesse papa Onorio II. Guidò il conclave del 1130 che elesse papa Innocenzo II divenendo la guida del partito francese fautrice della riforma del clero e infine nel 1135 divenne cardinale protodiacono. 